# Daniel Bell
Daniel Bell (Nueva York, 10 de mayo de 1919 - Cambridge, Massachusetts, 25 de enero de 2011), fue un sociólogo y profesor emérito de la Universidad de Harvard, miembro residente de la Academia Estadounidense de las Artes y las Ciencias.
Nació en Nueva York bajo el nombre de Daniel Bolotsky, hijo de inmigrantes judíos. Cuando Daniel tenía 13 años de edad, su familia cambió el apellido Bolotsky por Bell.
En el pasado, Bell estudió sociología en la Universidad de Columbia. También es conocido por sus contribuciones como editor de las revistas The Public Interest Magazine, Fortune y The New Leader. Bell estaba entre los Intelectuales de Nueva York, un grupo de escritores de izquierda antistalinistas.
Es más conocido por sus contribuciones al posindustrialismo. Sus libros más influyentes son El fin de la ideología (1960), Las contradicciones culturales del capitalismo (1976) y El advenimiento de la sociedad posindustrial (1973). El fin de la ideología y Las contradicciones culturales del capitalismo aparecieron en los suplementos literarios de la revista Times como dos de los 100 libros más importantes de la segunda mitad del siglo XX. El fin de la ideología fue muy influyente en lo que se denomina como la idea de que tanto la historia y la ideología fueron reducidos hasta lo insignificante debido a que las políticas occidentales y el capitalismo han triunfado.
En esa época, Bell fue atacado por críticos políticos de izquierda y demás. Ellos aseguraron que Bell reemplazó un sentido de la realidad con teoría elegante, argumentando que privilegió su ideas más que la exactitud histórica.
En "El fin de las ideologías", Bell precede a otros autores que han teorizado, desde posiciones más conservadoras que la suya, acerca del final de la dialéctica de la historia y la aparición del pensamiento único. La historia y las ideologías ceden ante la implantación universal de la democracia y de la economía de mercado.
En "Las contradicciones culturales del capitalismo", confronta la expansión del sistema de acuerdo con razones de máxima eficacia y un desarrollo cultural que acentúa la gratificación personal y el hedonismo, que son la respuesta reactiva a la vieja ética puritana que acompañó el desarrollo de la burguesía.
En "El advenimiento de la sociedad post-industrial", su obra más conocida, advierte de un cambio histórico, de la transición hacia un modelo basado en la información y el conocimiento, cuyas consecuencias alcanzan a las relaciones de poder, la estratificación social y la reconfiguración de los valores políticos, sociales y culturales. Para Bell, son las tecnologías de la información las que dan proyección a la ruptura histórica sobre los modelos y períodos previos, y discrepa de la validez de los planteamientos ideológicos de la izquierda.
La lucha de clases ya no es, a su juicio, la ley de la historia, sino que las fuerzas de transformación e innovación radican en el nuevo papel del conocimiento, de la información, la educación y el capital humano. Esto no supone el final de la confrontación dialéctica, sino una desviación de las tensiones que se derivan de la jerarquización del conocimiento a través de la meritocracia.
En el escenario de la nueva sociedad se generan nuevas carencias. Una es la de la información. La 'cantidad de la información' disponible no supone su correcta distribución, su adecuado uso final, el equilibrio social y cultural.
Daniel Bell es uno de los precursores en la descripción y análisis de lo que hoy se conoce como sociedad de la información y del conocimiento, que basa en el uso intensivo de las nuevas tecnologías. Mientras que la imprenta, señala, "está en la base de la sociedad industrial: en la base de saber-leer y de la educación de las masas", las telecomunicaciones y la informática dan sentido a la nueva escena histórica.
Daniel Bell destaca a lo largo de su obra la radical separación observable entre la estructura social (entendida como el orden técnico-económico) y la cultura. La primera sigue regida por un principio económico definido en términos de eficiencia y racionalidad funcional, la organización de la producción por el ordenamiento de las cosas, incluyendo a los hombres. La segunda es ahora pródiga, promiscua, dominada por lo anti-racional, anti-intelectual, con la primacía del yo como orientadora de los juicios culturales. Es decir que la estructura social se mantiene relativamente sobre los mismos mecanismos modernos, mientras que la cultura se ha transformado en hedonista y consumidora, en posmoderna. Este cambio fue, según Bell, un producto mismo del sistema económico. La quiebra del sistema valorativo burgués tradicional fue provocada, básicamente, por el mercado libre, fuente de la contradicción del capitalismo en la vida norteamericana. Por otro lado, la senda trazada por los jóvenes intelectuales en contra del puritanismo funcionó como adelanto de lo que llegaría menos de una década después gracias al capitalismo auto referido como “nuevo”: la ética del hedonismo, el placer, el juego; una ética del consumo. Paralelamente la transformación se dio gracias a tres novedades tecnológicas: el automóvil, el cine y la radio; y a tres innovaciones sociológicas: la propaganda, la obsolescencia planificada y el auge de las ventas a crédito. A través de estos se rompió el aislamiento rural y se conformó, por vez primera, una sociedad nacional con una cultura en común. Estaba surgiendo una sociedad de consumo, con su exaltación del gasto y de las posesiones materiales.
Murió el 25 de enero de 2011 a los 91 años de edad en su casa de Cambridge, Massachusetts.